# Cmentarz wojenny nr 182 – Siemiechów
Cmentarz wojenny nr 182 w Siemiechowie – cmentarz z I wojny światowej znajdujący się we wsi Siemiechów w województwie małopolskim, w powiecie tarnowskim, w gminie Gromnik. Jest jednym z 400 zachodniogalicyjskich cmentarzy wojennych zbudowanych przez Oddział Grobów Wojennych C. i K. Komendantury Wojskowej w Krakowie. W VI okręgu tarnowskim cmentarzy tych jest 63.

## Położenie
Cmentarz znajduje się na południowo-wschodnim grzbiecie wzniesienia Wał, opadającym do szosy w miejscowości Gromnik. Dojechać do niego można asfaltową drogą z Siemiechowa. Droga ta rozgałęzia się; do cmentarza prowadzi jej prawa odnoga oznaczona tabliczkami czarnego szlaku rowerowego. Kończy się przy polanie z niewielkim osiedlem. Cmentarz zlokalizowany jest w lesie, na dolnym końcu polany. Można do niego również dojść pieszo od zielonego szlaku turystycznego wiodącego z Gromnika na szczyt Wału – nie znajduje się jednak bezpośrednio przy szlaku, lecz w odległości około 5 minut od niego. Dojście leśną drogą.

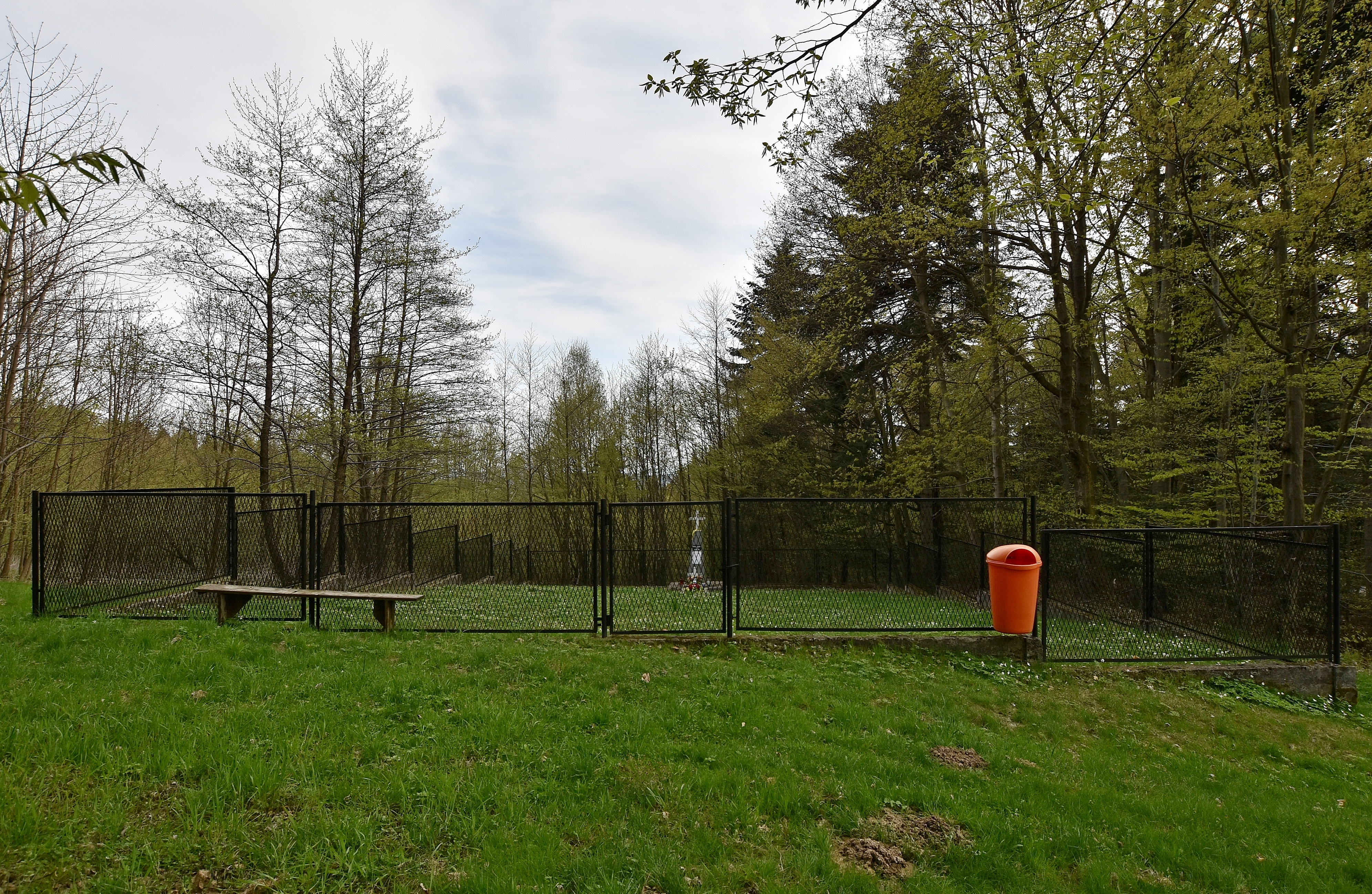
Widok ogólny

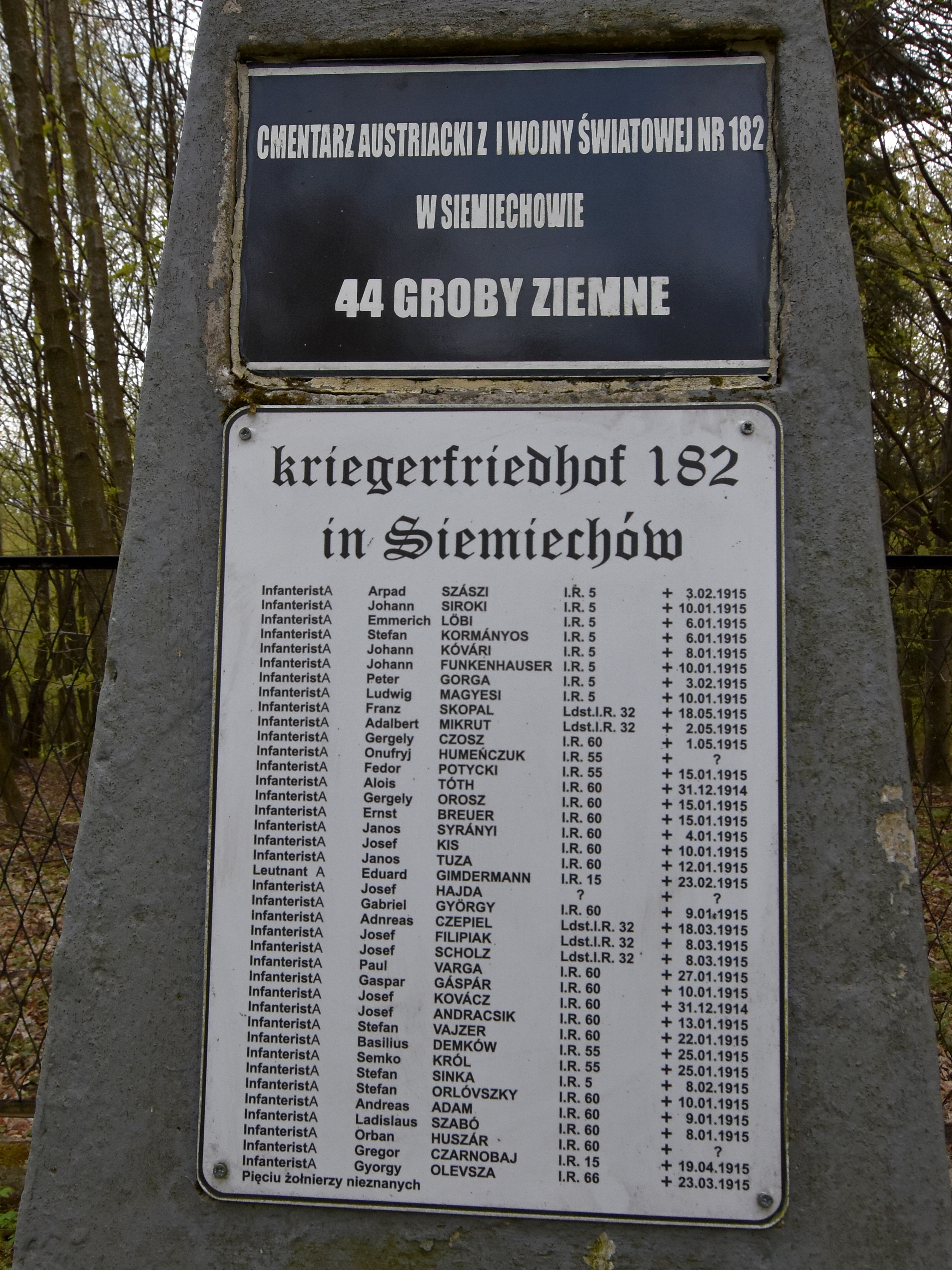
Nowa tabliczka na pomniku

## Dzieje cmentarza
Cmentarz uległ niemal całkowitemu zniszczeniu i został zrekonstruowany. Głównym elementem ozdobnym cmentarza był prosty, wysoki krzyż z drewnianych belek, ustawiony na kamiennym kopcu. Pierwotny cmentarz ogrodzony był drewnianym płotem sztachetowym. Groby żołnierzy miały ziemne nagrobki z drewnianymi krzyżami.

## Obecny wygląd cmentarza
Obecny cmentarz całkowicie różni się od oryginalnego. Jest to prostokątny, wyrównany trawnik ogrodzony panelami z metalową siatką na betonowej podmurówce. Wejście przez metalową furtkę. Jedynymi elementami znajdującymi się na cmentarzu są wykonane na nowo betonowy pomnik i znajdująca się przed nim mogiła oficera. Pomnik ma kształt ostro ściętego ostrosłupa umieszczonego na betonowym fundamencie. Zwieńczony jest betonowym krzyżem łacińskim. Na przedniej ścianie ostrosłupa jest tabliczka z napisem w języku polskim: „CMENTARZ AUSTRIACKI Z I WOJNY ŚWIATOWEJ NR 182/ 44 GROBY ZIEMNE”. Pod tablicą tą umieszczono w drewnianej ramce kartkę z wydrukiem nazwisk zidentyfikowanych żołnierzy. Mogiła oficera to ziemny nagrobek z betonowym obramowaniem, zwieńczony niewielkim betonowym krzyżem łacińskim. Wszystkie mogiły żołnierzy zostały zrównane i brak na nich jakiegokolwiek nagrobka.

## Polegli
W 45 grobach pojedynczych pochowano tu 45 żołnierzy austro-węgierskich. Zidentyfikowano 5 z nich, pochodzą oni głównie z 5. pułku piechoty rekrutowanego z terenów obecnej Rumunii, 55. pułku piechoty rekrutowanego z terenów obecnej Ukrainy (26% Polaków, 59% Ukraińców i 15% innych narodowości w pułku) i 60. pułku piechoty rekrutowanego na Węgrzech. W mogile z betonowym obrzeżem pochowano porucznika Edwarda Gindermanna z 15. tarnopolskiego pułku piechoty.